# Rashid Al Dosari
Rashid Rahman Saif Al Dosari (arabe : راشد الدوسري) (né le 24 mars 1980 à Bahreïn) est un joueur de football international bahreïnien, qui évolue au poste de milieu de terrain.

## Biographie

### Carrière en sélection
Avec l'équipe de Bahreïn, il dispute 68 matchs (pour 3 buts inscrits) entre 2001 et 2008. Il figure notamment dans le groupe des sélectionnés lors des Coupe d'Asie des nations de 2004 et de 2007.